# Randig batasio
Randig batasio (Batasio batasio) är en fiskart som först beskrevs av Hamilton 1822.  Randig batasio ingår i släktet Batasio och familjen Bagridae. IUCN kategoriserar arten globalt som livskraftig. Inga underarter finns listade i Catalogue of Life.